# Kraus-Darstellung
Die Kraus-Darstellung, benannt nach dem Physiker Karl Kraus, ist eine Darstellung von vollständig positiven Abbildungen, in der die Abbildung als eine Summe einfacherer Abbildungen ausgedrückt wird, was Rechnungen und theoretischen Ableitungen vereinfacht. Der Satz von Kraus besagt, alle vollständig positiven Abbildungen eine Kraus-Darstellung besitzen. In der Physik ist die Kraus-Darstellung wichtig bei der Beschreibung der Dynamik offener Quantensysteme und von Quantenkanälen in der Quanteninformatik.

## Definition
Seien {\displaystyle {\mathcal {H}},{\mathcal {G}}} Hilberträume und sei {\displaystyle \Lambda \colon {\mathcal {H}}\to {\mathcal {G}}} eine vollständig positive Abbildung zwischen diesen Hilberträumen. Die Kraus-Darstellung der Abbildung {\displaystyle \Lambda } ist dann gegeben durch
{\displaystyle \Lambda [\rho ]=\sum _{\alpha }K_{\alpha }\rho K_{\alpha }^{\dagger },}
wobei {\displaystyle \{K_{\alpha }\}} die Kraus-Operatoren sind. 
Ist {\displaystyle \Lambda } spurerhaltend, erfüllen die Kraus-Operatoren die Vollständigkeitsrelation: {\displaystyle \textstyle \sum _{\alpha }K_{\alpha }^{\dagger }K_{\alpha }=1}. Dabei ist {\displaystyle 1} der Identitätsoperator.
Die Krausdarstellung ist nicht eindeutig. Für Abbildungen auf einem endlich-dimensionalen Hilbertraum der Dimension {\displaystyle d} lässt sich immer eine Kraus-Darstellung mit nicht mehr als {\displaystyle d^{2}} Summanden finden. Die geringste Zahl an Summanden, die nötig ist, um die Abbildung {\displaystyle \Lambda } darzustellen, heißt der Kraus-Rang von {\displaystyle \Lambda }. Der Kraus-Rang ist eine wichtige Charakterisierung von {\displaystyle \Lambda }, der Information über die effektive Größe des Hilbertraums der Umgebung enthält, an die das der Dynamik {\displaystyle \Lambda } unterliegende Quantensystem koppelt.

## Motivation
Im Allgemeinen wird ein quantenmechanischer Zustand über den Dichteoperator {\displaystyle \rho } dargestellt. Dieser hat folgende Eigenschaften:
- Hermitesch: {\displaystyle \rho ^{\dagger }=\rho }
- Normiert: {\displaystyle {\rm {{Spur}\{\rho \}=1}}}
- Positiv-semidefinit: {\displaystyle \rho \geq 0}, bzw. {\displaystyle \langle \psi \left|\rho \right|\psi \rangle \geq 0\quad \forall \left|\psi \right\rangle \in {\mathcal {H}}}

Überführt eine Abbildung {\displaystyle \Lambda \colon {\mathcal {H}}\to {\mathcal {G}}} einen Dichteoperator {\displaystyle \rho \in {\mathcal {H}}} in einen anderen Dichteoperator {\displaystyle \Lambda [\rho ]\in {\mathcal {G}}}, so muss für {\displaystyle \Lambda } Folgendes gelten:
- Erhaltung der Hermitizität: {\displaystyle \rho ^{\dagger }=\rho \Rightarrow \Lambda [\rho ]^{\dagger }=\Lambda [\rho ],}
- Spurerhaltung: {\displaystyle {\rm {{Spur}\{\Lambda [\rho ]\}={\rm {{Spur}\{\rho \},}}}}}
- Positivitätserhaltung: {\displaystyle \rho \geq 0\Rightarrow \Lambda [\rho ]\geq 0.}

### Spurerhaltung
Jede Abbildung in Kraus-Darstellung ist spurerhaltend, da
{\displaystyle {\rm {{Spur}\{\Lambda [\rho ]\}=\sum _{\alpha }{\rm {{Spur}\{K_{\alpha }\rho K_{\alpha }^{\dagger }\}=\sum _{\alpha }{\rm {{Spur}\{K_{\alpha }^{\dagger }K_{\alpha }\rho \}={\rm {{Spur}\{\rho \}.}}}}}}}}}
Hier wurde ausgenutzt, dass die Spur linear und invariant unter zyklischem Vertauschen der Elemente ist.

### Erhaltung der Hermitizität
Eine Abbildung in Kraus-Darstellung erhält die Hermitizität eines initialen Zustands {\displaystyle \rho }, da
{\displaystyle \Lambda [\rho ]^{\dagger }=\sum _{\alpha }(K_{\alpha }\rho K_{\alpha }^{\dagger })^{\dagger }=\sum _{\alpha }K_{\alpha }\rho K_{\alpha }^{\dagger }=\Lambda [\rho ].}

### Positivitätserhaltung
Die Terme der Form {\displaystyle K_{\alpha }\rho K_{\alpha }^{\dagger }} sind positivitätserhaltend, da ein neuer Zustand {\displaystyle |\phi \rangle =K_{\alpha }^{\dagger }|\psi \rangle } definiert werden kann und folgendes gilt:
{\displaystyle {\big \langle }\psi {\big |}K_{\alpha }\rho K_{\alpha }^{\dagger }{\big |}\psi {\big \rangle }=\left\langle \phi \right|\rho \left|\phi \right\rangle \geq 0\quad \forall \left|\psi \right\rangle \in {\mathcal {H}}.}
Damit ist {\displaystyle \textstyle \Lambda [\rho ]=\sum _{\alpha }K_{\alpha }\rho K_{\alpha }^{\dagger }} als Summe positiv-semidefiniter Terme ebenfalls positiv-semidefinit.

### Vollständige Positivität
Positivitätserhaltung genügt jedoch nicht, um {\displaystyle \textstyle \Lambda } zu einer physikalisch sinnvollen Abbildung zu machen. Die Positivität des Zustands muss auch erhalten bleiben, wenn das System, auf das {\displaystyle \textstyle \Lambda } wirkt mit einem anderen System, das keiner Dynamik unterliegt („Zuschauersystem“), verschränkt ist. Das heißt, es muss gelten, dass {\displaystyle \textstyle \Lambda \otimes \mathrm {Id} _{2}[\rho _{12}]\geq 0} für alle {\displaystyle \rho \geq 0}. Diese Eigenschaft wird als vollständige Positivität bezeichnet. Nicht alle positivitätserhaltenden Abbildungen sind vollständig positiv (ein Gegenbeispiel ist die Transposition) und nur vollständig positive Abbildungen haben eine Kraus-Darstellung. Es ist offensichtlich, dass jede Abbildung mit Kraus-Darstellung vollständig positiv ist, denn
{\displaystyle (\Lambda \otimes \mathrm {Id} _{2})[\rho _{12}]=\sum _{\alpha }1\otimes K_{\alpha }\rho _{12}1\otimes K_{\alpha }^{\dagger }}
ist für jeden Zustand {\displaystyle \rho _{12}} (auf dem System „1“ und Zuschauersystem „2“) eine Summe von positiven Termen. 